# 시네마 (밴드)
시네마는 대한민국의 인디 록밴드이다. 2022년 싱글 《MOBYDICK》으로 정식 데뷔했다.

## 방송
- 슈퍼밴드2 (2021) - 준우승

## 음반
- 슈퍼밴드2 - Episode.13 (2021)
- 슈퍼밴드2 - Episode.14 (2021)
- MOBYDICK (2022)

## 공연
- 슈퍼밴드2 콘서트 (2021)
- 어썸 뮤직 페스티벌 시즌 3 (2021)
- 쾌락명절 <2022 경록절> (2022)
- 청춘콘썰트 (2022)
- CrossRoad Factory (2022)
- 문화콘서트 난장 in 나주정미소 난장곡간 (2022)
- Beautiful Mint Life 2022 (2022)